# Зубова дудка
Зубова дудка — відкрита поздовжна флейта, що історично передувала свистковим флейтам, до котрих належить, і українська сопілка, яка в Україні майже вийшли з ужитку. Повітря вдувають крізь верхній кінець, де немає денця. Зубова дудка українців є типовою поздовжньою відкритою флейтою, вона в усьому подібна до великої кількості аналогічних духових інструментів різних народів, таких, як дагестанська сибизга (теж виготовляється з цівки рушниці), абхазький ачарпан, башкирський курай, туркменський тюйдюк тощо. Цілком імовірно, що вона з'явилася в Україні завдяки її історичним зв'язкам і сусідству з тюркськими народами.
Іншим представником поздовжніх відкритих флейт в українців є гуцульська флояра (лат. flare — дути). Граючи на цьому інструменті так само, як і на башкирському кураї, виконавець голосом держить ноту витриманого баса, що створює враження двоголосої гри на цьому інструменті. В областях України, суміжних з Молдовою та Кримом, зрідка може трапитися інший вид турецької поздовжньої відкритої флейти — кавал, зроблений з дерева й менший розмірами.